# 21 (Adele-Album)
21 ist das zweite Album der britischen Sängerin Adele. Es wurde am 19. Januar 2011 veröffentlicht. Das Album erreichte unter anderem im gesamten deutschsprachigen Bereich Platz eins der Charts, aber auch in Adeles Heimat, dem Vereinigten Königreich. Dort ist es mit über 5 Millionen verkauften Einheiten das bisher meistverkaufte Album des 21. Jahrhunderts und eines der erfolgreichsten Alben überhaupt.

## Inhalt
Das Album enthält elf Lieder, zu zehn Beiträgen hat Adele den Text beigesteuert. Das Albumcover zeigt eine Großaufnahme von Adeles Gesicht, darunter in derselben Schriftart und -größe „Adele“ sowie den Albumtitel „21“. Das Bild ist in Grau gehalten, der Schriftzug ist weiß und grün.

## Albumtitel
Der Albumtitel 21 bezieht sich auf Adeles Alter zu dem Zeitpunkt, als sie die Titel komponiert und aufgenommen hat, wie bei ihrem Debütalbum 19.

## Titelliste
| #   | Titel                | Autor(en)                                                                                | Produzent(en)  | Länge |
| --- | -------------------- | ---------------------------------------------------------------------------------------- | -------------- | ----- |
| 1.  | Rolling in the Deep  | Adkins, Paul Epworth                                                                     | Epworth        | 3:48  |
| 2.  | Rumour Has It        | Adkins, Ryan Tedder                                                                      | Tedder         | 3:43  |
| 3.  | Turning Tables       | Adkins, Tedder                                                                           | Jim Abbiss     | 4:10  |
| 4.  | Don’t You Remember   | Adkins, Dan Wilson                                                                       | Rick Rubin     | 4:03  |
| 5.  | Set Fire to the Rain | Adkins, Fraser T. Smith                                                                  | Smith          | 4:02  |
| 6.  | He Won’t Go          | Adkins, Epworth                                                                          | Rubin          | 4:38  |
| 7.  | Take It All          | Adkins, Eg White                                                                         | Abbiss         | 3:48  |
| 8.  | I’ll Be Waiting      | Adkins, Epworth                                                                          | Epworth        | 4:01  |
| 9.  | One and Only         | Adkins, Wilson, Greg Wells                                                               | Rubin          | 5:48  |
| 10. | Lovesong             | Robert Smith, Simon Gallup, Roger O’Donnell, Porl Thompson, Lol Tolhurst, Boris Williams | Rubin          | 5:16  |
| 11. | Someone like You     | Adkins, Wilson                                                                           | Adkins, Wilson | 4:45  |

## Singleauskopplungen
Die Single Rolling in the Deep erschien bereits am 29. November 2010. In Deutschland sowie der Schweiz erreichte der Song Platz eins, in Österreich und Großbritannien stieg er bis auf Platz drei. Auch in den USA wurde der Song zu einem Nummer-eins-Hit.
Am 15. Februar 2011 erschien mit Someone like You die zweite Single-Auskopplung. Im Vereinigten Königreich stieg das Lied nach einer Live-Performance bei den Brit Awards direkt auf Platz eins ein. Adele stellte einen Rekord ein, der zuletzt den Beatles 1964 gelungen war, indem sie sowohl in den Single- als auch in den Albumcharts zweimal in den Top 5 vertreten war. In den USA wurde Someone like You Adeles zweiter Nummer-eins-Hit.
Set Fire to the Rain wurde als weltweit dritte und in Mitteleuropa noch vor Someone like You als zweite Singleauskopplung gewählt. Das Lied erreichte nur durch Downloads die Top 10 in Deutschland, Österreich und der Schweiz. In Belgien und den Niederlanden wurde das Lied wie Rolling in the Deep ein Nummer-eins-Hit. In den USA wurde es als dritte Singleauskopplung veröffentlicht und erreichte wie Rolling in the Deep und Someone like You Platz 1 der US-amerikanischen Singlecharts und wurde somit ihr dritter Nummer-eins-Hit.
Zur vierten Single wurde das Lied Rumour Has It bestimmt. Es wurde am 5. November 2011 veröffentlicht und stieg in den USA bis auf Platz 16.
Chartplatzierungen

| Jahr | Titel                | Höchstplatzierung, Gesamtwochen, AuszeichnungChartplatzierungen (Jahr, Titel, , Platzierungen, Wochen, Auszeichnungen, Anmerkungen) | Höchstplatzierung, Gesamtwochen, AuszeichnungChartplatzierungen (Jahr, Titel, , Platzierungen, Wochen, Auszeichnungen, Anmerkungen) | Höchstplatzierung, Gesamtwochen, AuszeichnungChartplatzierungen (Jahr, Titel, , Platzierungen, Wochen, Auszeichnungen, Anmerkungen) | Höchstplatzierung, Gesamtwochen, AuszeichnungChartplatzierungen (Jahr, Titel, , Platzierungen, Wochen, Auszeichnungen, Anmerkungen) | Höchstplatzierung, Gesamtwochen, AuszeichnungChartplatzierungen (Jahr, Titel, , Platzierungen, Wochen, Auszeichnungen, Anmerkungen) | Anmerkungen                             |
| Jahr | Titel                | DE | AT | CH | UK | US | Anmerkungen                             |
| --- | -------------------- | --- | --- | --- | --- | --- | --------------------------------------- |
| 2010 | Rolling in the Deep  | DE1 (83 Wo.)DE | AT3 (67 Wo.)AT | CH1 (93 Wo.)CH | UK2 (66 Wo.)UK | US1 (32 Wo.)US | Erstveröffentlichung: 29. November 2010 |
| 2011 | Set Fire to the Rain | DE6 (60 Wo.)DE | AT5 (41 Wo.)AT | CH4 (57 Wo.)CH | UK11 (56 Wo.)UK | US1 (43 Wo.)US | Erstveröffentlichung: 15. Januar 2011   |
| 2011 | Someone like You     | DE4 (50 Wo.)DE | AT2 (36 Wo.)AT | CH1 (95 Wo.)CH | UK1 (78 Wo.)UK | US1 (39 Wo.)US | Erstveröffentlichung: 15. Februar 2011  |
| 2011 | Rumour Has It        | DE68 (5 Wo.)DE | AT26 (7 Wo.)AT | — | UK85 (4 Wo.)UK | US16 (27 Wo.)US | Erstveröffentlichung: 5. November 2011  |
| Folgende Lieder erschienen nicht als Single, wurden aber durch das Album zum Download und Streaming bereitgestellt und konnten somit eine Platzierung erlangen: |                      | | | | | |                                         |
| |                      | | | | | |                                         |
| 2011 | Turning Tables       | DE85 (2 Wo.)DE | — | — | UK62 (3 Wo.)UK | US63 (3 Wo.)US |                                         |

## Rezeption

### Rezensionen
21 erhielt durchweg positive Kritik. laut.de vergab drei von fünf Sternen und fand vor allem an Rolling in the Deep Gefallen. Das Lied eigne sich „als Opener mehr als prächtig“ und beweise viel Abwechslung. CDStarts verglich Adele mit Kate Nash, Amy Winehouse und Duffy und behauptete, Adele habe sie mit diesem Album locker abgehängt. LetMeEntertainYou vergab alle fünf möglichen Sterne und kürte 21 zum CD-Highlight des Jahres.

### Preise
Bei den Grammy Awards 2012 wurde Adele mit 6 Trophäen ausgezeichnet, darunter in der Kategorie „Aufnahme des Jahres“, „Platte des Jahres“ sowie „Bestes Lied des Jahres“ (Rolling in the Deep). Bei den Juno Ards 2012 erhielt das Album die Auszeichnung „International Album of the Year“.

## Kommerzieller Erfolg

### Chartplatzierungen
| ChartsChartplatzierungen       | Höchstplatzierung | Wochen |
| ------------------------------ | ----------------- | ------ |
| Deutschland (GfK)              | 1 (224 Wo.)       | 224    |
| Österreich (Ö3)                | 1 (179 Wo.)       | 179    |
| Schweiz (IFPI)                 | 1 (230 Wo.)       | 230    |
| Vereinigte Staaten (Billboard) | 1 (615 Wo.)       | 615    |
| Vereinigtes Königreich (OCC)   | 1 (436 Wo.)       | 436    |

| ChartsJahrescharts (2011)      | Platzierung |
| ------------------------------ | ----------- |
| Deutschland (GfK)              | 1           |
| Österreich (Ö3)                | 2           |
| Schweiz (IFPI)                 | 1           |
| Vereinigte Staaten (Billboard) | 1           |
| Vereinigtes Königreich (OCC)   | 1           |

| ChartsJahrescharts (2012)      | Platzierung |
| ------------------------------ | ----------- |
| Deutschland (GfK)              | 3           |
| Österreich (Ö3)                | 1           |
| Schweiz (IFPI)                 | 1           |
| Vereinigte Staaten (Billboard) | 1           |
| Vereinigtes Königreich (OCC)   | 2           |

| ChartsJahrescharts (2013)      | Platzierung |
| ------------------------------ | ----------- |
| Deutschland (GfK)              | 100         |
| Österreich (Ö3)                | 63          |
| Schweiz (IFPI)                 | 15          |
| Vereinigte Staaten (Billboard) | 21          |
| Vereinigtes Königreich (OCC)   | 72          |

| ChartsJahrescharts (2014)      | Platzierung |
| ------------------------------ | ----------- |
| Vereinigte Staaten (Billboard) | 76          |

| ChartsJahrescharts (2015)      | Platzierung |
| ------------------------------ | ----------- |
| Vereinigte Staaten (Billboard) | 74          |
| Vereinigtes Königreich (OCC)   | 45          |

| ChartsJahrescharts (2016)      | Platzierung |
| ------------------------------ | ----------- |
| Schweiz (IFPI)                 | 49          |
| Vereinigte Staaten (Billboard) | 24          |
| Vereinigtes Königreich (OCC)   | 47          |

| ChartsJahrescharts (2017)      | Platzierung |
| ------------------------------ | ----------- |
| Vereinigte Staaten (Billboard) | 107         |

| ChartsJahrescharts (2018)      | Platzierung |
| ------------------------------ | ----------- |
| Vereinigte Staaten (Billboard) | 179         |

| ChartsJahrescharts (2019)      | Platzierung |
| ------------------------------ | ----------- |
| Vereinigte Staaten (Billboard) | 158         |

| ChartsJahrescharts (2020)      | Platzierung |
| ------------------------------ | ----------- |
| Vereinigte Staaten (Billboard) | 132         |
| Vereinigtes Königreich (OCC)   | 98          |

| ChartsJahrescharts (2021)      | Platzierung |
| ------------------------------ | ----------- |
| Vereinigte Staaten (Billboard) | 198         |
| Vereinigtes Königreich (OCC)   | 49          |

| ChartsJahrescharts (2022)      | Platzierung |
| ------------------------------ | ----------- |
| Vereinigte Staaten (Billboard) | 164         |
| Vereinigtes Königreich (OCC)   | 79          |

| ChartsJahrescharts (2023)      | Platzierung |
| ------------------------------ | ----------- |
| Vereinigte Staaten (Billboard) | 163         |
| Vereinigtes Königreich (OCC)   | 62          |

| ChartsJahrescharts (2024)    | Platzierung |
| ---------------------------- | ----------- |
| Deutschland (GfK)            | 58          |
| Vereinigtes Königreich (OCC) | 85          |

### Auszeichnungen für Musikverkäufe
Adele ist die erste britische Künstlerin, die in Großbritannien innerhalb eines Jahres drei Millionen Alben verkaufen konnte. Am 30. November 2011 wurde bekannt, dass 21 mit über 140.000 Downloads das bisher meist heruntergeladene Album in Deutschland ist.
| Land/Region                  | Auszeichnungen für Musikverkäufe (Land/Region, Auszeichnung, Verkäufe) | Verkäufe     |
| ---------------------------- | ---------------------------------------------------------------------- | ------------ |
| Argentinien (CAPIF)          | 4× Platin                                                              | 120.000      |
| Australien (ARIA)            | 17× Platin                                                             | 1.190.000    |
| Belgien (BRMA)               | 6× Platin                                                              | 180.000      |
| Brasilien (PMB)              | 3× Diamant                                                             | 480.000      |
| Chile (IFPI)                 | 2× Platin                                                              | 30.000       |
| Dänemark (IFPI)              | 11× Platin                                                             | 220.000      |
| Deutschland (BVMI)           | 8× Platin                                                              | 1.600.000    |
| Europa (IFPI)                | 10× Platin                                                             | (10.000.000) |
| Europa (Impala)              | 25× Platin                                                             | (10.000.000) |
| Finnland (IFPI)              | 2× Platin                                                              | 83.234       |
| Frankreich (SNEP)            | —                                                                      | 1.740.000    |
| Frankreich (UPFI)            | Gold                                                                   | (50.000)     |
| Griechenland (IFPI)          | Platin                                                                 | 6.000        |
| Irland (IRMA)                | 18× Platin                                                             | 270.000      |
| Island (IFPI)                | Gold                                                                   | 2.500        |
| Italien (FIMI)               | 9× Platin                                                              | 450.000      |
| Japan (RIAJ)                 | Gold                                                                   | 100.000      |
| Kanada (MC)                  | 2× Diamant                                                             | 1.600.000    |
| Kolumbien (ASINCOL)          | Gold                                                                   | 5.000        |
| Mexiko (AMPROFON)            | Diamant · + 3× Platin                                                  | 480.000      |
| Neuseeland (RMNZ)            | 17× Platin                                                             | 255.000      |
| Niederlande (NVPI)           | 9× Platin                                                              | 450.000      |
| Norwegen (IFPI)              | Platin                                                                 | 30.000       |
| Österreich (IFPI)            | Platin                                                                 | 20.000       |
| Polen (ZPAV)                 | 2× Diamant                                                             | 200.000      |
| Portugal (AFP)               | 2× Platin                                                              | 30.000       |
| Russland (NFPF)              | Platin                                                                 | 10.000       |
| Schweden (IFPI)              | 3× Platin                                                              | 120.000      |
| Schweiz (IFPI)               | 7× Platin                                                              | 210.000      |
| Spanien (Promusicae)         | 5× Platin                                                              | 300.000      |
| Ungarn (MAHASZ)              | Platin                                                                 | 6.000        |
| Uruguay (CUD)                | Platin                                                                 | 4.000        |
| Venezuela (APFV)             | Platin                                                                 | 10.000       |
| Vereinigte Staaten (RIAA)    | 14× Platin                                                             | 14.960.000   |
| Vereinigtes Königreich (BPI) | 18× Platin                                                             | 5.400.000    |
| Insgesamt                    | 4× Gold · 187× Platin · 9× Diamant ·                                   | 30.561.734   |

Hauptartikel: Adele (Sängerin)/Auszeichnungen für Musikverkäufe